# 愛媛県立今治南高等学校大島分校
愛媛県立今治南高等学校大島分校（えひめけんりついまばりみなみこうとうがっこうおおしまぶんこう）とは、愛媛県今治市吉海町にあった高等学校の分校である。
かつては愛媛県立大島高等学校の校名だったが、2005年度（平成17年度）に愛媛県立今治南高等学校の分校となり、2009年に閉校した。

## 学科
- 全日制
  - 普通科

## 沿革
- 1948年（昭和23年） - 愛媛県立大島高等学校定時制課程として設立を認可。
- 1954年（昭和29年） - 全日制課程に変更。宮窪分校廃止。
- 2005年（平成17年）4月 - 愛媛県立今治南高等学校の分校となる。
- 2007年（平成19年）2月 - 2008年度での閉校を発表。同年7月時点での在校生は22名であった[1]。
- 2009年（平成21年）3月 - 閉校。